# National Highway 210
National Highway 210 (NH 210) ist eine Hauptfernstraße im Bundesstaat Tamil Nadu im Südosten des Staates Indien mit einer Länge von 160 Kilometern. Sie beginnt in Tiruchirappalli (Trichy) am NH 45B und verläuft über Pudukkottai, Karaikkudi und Devakottai nach Ramanathapuram an den NH 49.